# كاثلين فينتر
كاثلين فينتر هي كاتِبة كندية، ولدت في 25 فبراير 1960 في Bill Quay ‏ في المملكة المتحدة.